# Colchicum
El género Colchicum contiene alrededor de 60 especies de plantas fanerógamas perennes que crecen a partir de cormos. Miembro de la familia Colchicaceae, procede de Asia oriental y parte de la costa mediterránea.

## Descripción
Colchicum autumnale normalmente llamado "crocus de otoño" (aunque no es un crocus real, que es un género diferente, incluso a nivel de orden), "cólquico" o "quitameriendas", es la especie más conocida. Produce flores púrpuras, rosas o blancas que aparecen entre septiembre u octubre en sus latitudes nativas. Después de la floración forma una roseta de hojas de color verde oscuro.
Planta perenne. Cormo cubierto con una capa marrón a marrón oscuro. Las raíces fibrosas, derivados de un lado de la parte basal del cormo. Hojas jóvenes encerradas en las vainas de las hojas. Flores 1-3, derivados directamente desde el cormo. Perianto de 6 segmentos, unidos en la base de los segmentos para formar un tubo. Estambres 6, epifilos. Ovario de 3 celdas; estilos 3. Fruto en una cápsula con muchas semillas.
Otras especies, tales como C. speciosum, C. álbum, C. corsicum y C. agrippinum se cultivan por sus decorativas flores.
Sus hojas, semillas y cormos son venenosos, contienen el alcaloide colchicina que, sin embargo, empleado en pequeñas dosis posee propiedades medicinales para el tratamiento de enfermedades tales como la gota.

## Taxonomía
El género fue descrito por Carlos Linneo y publicado en Species Plantarum 1: 341. 1753. La especie tipo es: Colchicum autumnale L.

## Especies seleccionadas
- Colchicum actupii  Fridl. 1999
- Colchicum affghanistanicum Mischkin ex Czerniak. 1930
- Colchicum agrippinum Baker 1880
- Colchicum aitchisonii (Hook.f.) Nasir 1979
- Colchicum austrocapense (U.Müll.-Doblies & D.Müll.-Doblies) J.C.Manning & Vinn. 2007
- Colchicum autumnale L. 1753
- Colchicum burttii Meikle 1997
- Colchicum algeriense Batt. 1895
- Colchicum clanwilliamense (Pedrola, Membrives & J.M.Monts.) J.C.Manning & Vinn. 2007
- Colchicum cornigerum Tackh. & Drar 1954
- Colchicum montanum
- Colchicum speciosum Steven 1829
- Colchicum stenopetalum Boiss. & Buhse ex Stef.
- Colchicum timidum Heldr. ex Lakon 1901
- Colchicum triphyllum Kunze Flora 29: 755 (1846).